# Zagope
A Zagope - Construções e Engenharia S.A. é uma empresa portuguesa de construção civil. Participou em diversas empreitadas de obras públicas em Portugal desde finais do século XX:
- Metropolitano de Lisboa (1992, ampliação)[1]
- Rede Ferroviária de Alta Velocidade (2000-2010)
- Ponte da Lezíria (2007)
- Aeroporto da Madeira (2000, 3.ª ampliação)
- Barragem de Fagilde (1984)
- Estádio do Marítimo (remodelação, 2009-2016)
- Expansão linha verde do Metro de Lisboa (Rato-Estrela) (2024)

Foi adquirida em 1988 pelo Grupo Andrade Gutierrez (Brasil), sendo desde 2004 a sua concessonária para obras no estrangeiro.